# Wookiee

Chewbecca, lo wookiee più conosciuto

Gli wookiee (pronuncia AFI: /wʊkiː/) sono una specie di vita intelligente extraterrestre dell'universo di Guerre stellari.

## Storia
Gli wookiee sono originari del pianeta arboreo Kashyyyk. Svilupparono l'abilità di lasciare il proprio pianeta in seguito alla guerra con i loro vicini spaziali, i trandoshani, i quali giunsero sul pianeta nella speranza di stabilirvi delle colonie. Gli wookiee si opposero all'invasione, e approfittarono di una astronave abbandonata dai trandoshani per acquisire le conoscenze necessarie al volo spaziale. Al periodo della guerra con i trandoshan risalgono anche i primi contatti con la Repubblica Galattica, che si offrì come mediatore nel conflitto.
Gli wookiee entrarono così a fare parte della comunità galattica: Kashyyyk era rappresentato all'interno del Senato galattico da diversi esponenti della loro razza. Fedele alla Repubblica, Kashyyyk rivestiva un'importanza strategica fondamentale, essendo il principale punto di navigazione dell'intero quadrante sud-occidentale della galassia. Questo lo rese obiettivo della Confederazione, la quale invase Kashyyyk durante le guerre dei cloni. Le forze repubblicane, sotto il comando di Yoda, vennero inviate a proteggere il pianeta.
L'avvento dell'Impero Galattico segnò il momento più difficile della storia degli wookiee, che vennero ridotti in schiavitù e sfruttati per via della loro forza bruta; una delle prime popolazioni a trarne profitto furono i trandoshani. Gli wookiee liberi divennero una vista piuttosto rara nella galassia. Il più noto di questi fu Chewbecca, copilota del contrabbandiere Ian Solo. Chewbecca fu uno dei protagonisti della sconfitta dell'Impero, e in seguito della liberazione della sua gente.

## Caratteristiche
Uno wookiee adulto è alto più di due metri, la sua vita media è di circa tre secoli. Oltre a grande forza e sensi affinati, gli wookiee hanno anche notevoli abilità rigenerative che gli permettono di riprendersi dalle ferite in tempi molto rapidi. Essi possiedono inoltre affilati artigli retrattili che usano per arrampicarsi.
Gli wookiee popolano i livelli superiori della immensa foresta di Kashyyyk, avendo costruito le loro grandi città al di sotto dei tetti intessuti di foglie. Nelle zone interne, gli alberi alti e densi hanno permesso lo sviluppo di un ecosistema stratificato fra i suoi rami. Più ci si avvicina al fondo della foresta, più l'ambiente diventa primordiale e pericoloso.
Nonostante gli wookiee abbiano un aspetto primitivo, si trovano piuttosto a loro agio con la tecnologia avanzata. Sono in grado infatti di conservare moderne astronavi. Hanno sviluppato una originale arma a proiettili chiamata appunto balestra wookiee o bowcaster. La città di Thikkiiana era uno dei produttori chiave di sofisticata componentistica per computer nella Nuova Repubblica.

### Lingua
Anche se gli wookiee sono in grado di comprendere il Basic Galattico e altre lingue galattiche, il loro limitato apparato vocale può solo produrre il loro linguaggio nativo. La lingua più comune tra gli wookiee, essendo la più parlata in ambito commerciale, è lo shyriiwook ("lingua del popolo degli alberi"), un dialetto molto complesso e fluente, composto di latrati, grugniti, ululati e ruggiti. Le caratteristiche del vocabolario riflettono quelle della cultura wookiee: la violenza è un fenomeno così quotidiano che esistono per indicarla ben quindici parole diverse nel loro vocabolario; il legno e il suo artigianato sono così importanti che esistono cento vocaboli per descriverli.

### Società
La lealtà e il coraggio sono valori quasi sacri nella società wookiee. Quando in pace, essi sono teneri e cordiali. La loro indole, tuttavia, è battagliera: quando adirati, gli wookiee possono essere colti da feroce collera, che non si placa fino a che l'oggetto del loro turbamento non è sufficientemente distrutto (per questo è bene non batterne uno nel gioco d'azzardo, come spiega Ian Solo a C-3PO). Le loro regole d'onore impediscono l'uso degli artigli retrattili in combattimento. Uno wookiee che viola questa regola viene emarginato ed esiliato, marchiato come "artiglio pazzo" e bandito dalle città.
Gli wookiee sono profondamente rispettosi della natura, ed hanno una forte connessione con l'ecologia del loro mondo. Essi hanno inoltre dimostrato la loro particolare affinità con la Forza.
La società è basata sul patriarcato, con una complicata struttura ereditaria, riti di iniziazione, ed una religione che aborre il materialismo. Una delle tradizioni più importanti è il Giorno della Vita, durante il quale le famiglie estese wookiee si riuniscono e celebrano la giornata con gioia ed armonia, come promesso dall'Albero della Vita. Nemmeno l'occupazione imperiale riuscì ad impedire i festeggiamenti di questa ricorrenza.
Una tradizione sacra e antica è quella della famiglia d'onore. Una famiglia d'onore comprende i più stretti amici e compagni di uno wookiee. I membri di queste famiglie promettono fedeltà mettendo le loro vite al servizio degli altri, così come i membri di qualsiasi famiglia d'onore questi possano avere; gli wookiee estendono questa tradizione anche a membri di altre razze. Chewbecca considerava Ian Solo, Leila Organa e Luke Skywalker parte della propria famiglia d'onore.

## Personaggi
Tra gli wookiee più importanti si ricordano:
- Chewbecca, fedele compagno di Ian Solo.
- Tarfful, che insieme a Chewbecca e al maestro Jedi Yoda guidò il proprio popolo a difendere il pianeta Kashyyyk dall'invasione dell'esercito separatista durante le guerra dei cloni.
- Lowbacca, nipote di Chewbecca e grande amico della famiglia Solo nell'Universo espanso; è uno dei pochissimi Jedi di razza wookiee.
- Wullffwarro, prigioniero dell'Impero ed utilizzato come schiavo su Kessel, salvato dalla banda di ribelli guidati da Kanan Jarrus, apparso in Star Wars Rebels.
- Kitwarr, cucciolo di wookiee e figlio di Wullffwarro apparso in Star Wars Rebels.
- Ralrracheen, detto anche Ralrra, è l'unico wookiee a saper parlare basic per un "difetto di pronuncia"; assieme a Salporin difende Leila durante il suo soggiorno su Kashyyyk.
- Salporin, un amico d'infanzia di Chewbecca che assieme a Ralrra difende Leila e la ospita in casa sua; perde la vita durante l'ennesimo attacco dei Noghri per rapire Leila e viene successivamente omaggiato con un funerale dalla sua gente.
- Gungi, iniziato Jedi durante le guerre dei cloni. Gungi appare in Star Wars: The Clone Wars. Gungi è stato addestrato da Ahsoka Tano ed è stato il primo della classe. Appare anche nella seconda stagione di Star Wars: The Bad Batch.
- Black Krrsantan, un cacciatore di taglie apparso nel fumetto Star Wars: Dart Fener e nella serie TV trasmessa su Disney+ The Book of Boba Fett.
- Zaalbar, un wookiee maschio che aiutò il Signore dei Sith Revan nella sua ricerca in tutta la galassia per trovare e distruggere la Star Forge nel videogioco Star Wars: Knights of the Old Republic. Zaalbar era figlio del capo wookiee Freyyr e ha un fratello, Chuundar. Zaalbar è stato esiliato dal suo villaggio natale perché era diventato un "artiglio pazzo" (termine che i wookiee usano per indicare chi colpisce o ferisce un compagno, senza ragione apparente).
- Hanharr, un violento, crudele, sadico e spietato cacciatore di taglie sul pianeta Nar Shaddaa, apparso nel videogioco Star Wars: Knights of the Old Republic II: The Sith Lords.
- Choyyssyk, un comandante wookiee ed ex membro del gruppo di resistenza del capo Tarfful su Kashyyyk durante l'era imperiale, apparso nel videogioco Star Wars Jedi: Fallen Order. Fu catturato e imprigionato nella raffineria imperiale, ma fu liberato con l'aiuto dei partigiani di Saw Gerrera e dell'ex padawan Cal Kestis. Dopo essere stato liberato, Choyyssyk ha lavorato con i partigiani, diventando amico di Mari Kosan, il tenente di Gerrera.